# Dwight Powell
Dwight Harlan Powell (Toronto, Ontario; 20 de julio de 1991) es un jugador de baloncesto canadiense que pertenece a la plantilla de los Dallas Mavericks de la NBA. Con 2,08 metros de altura, juega de ala-pívot.

## Trayectoria deportiva

### Instituto
Powell asistió al instituto "IMG Academy" en Bradenton, Florida. En su última temporada como "sénior", promedió 23,2 puntos, 11,6 rebotes, 4,4 asistencias y 2,3 tapones por partido.

### Universidad

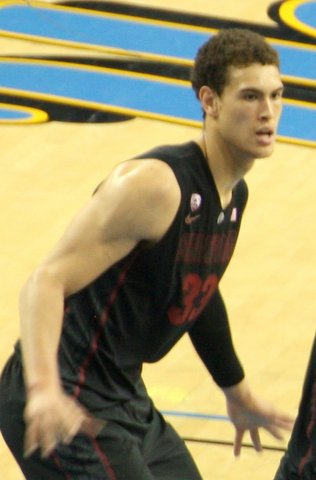
Dwight Powell con Stanford en 2014.

En su primera temporada como "freshman" con los Stanford Cardinal, Powell fue nombrado en el mejor quinteto freshman (debutante) de la Pac-10 de 2011. En 31 partidos (26 como titular), promedió 8,1 puntos y 5,2 rebotes por partido.
En su segunda temporada como "sophomore", los Cardinal ganaron el campeonato NIT, y Powell fue elegido mención honorable en la mejor selección académica de la Pac-12. En 35 partidos (11 como titular), promedió 5,8 puntos y 4,6 rebotes por partido.
En su tercera temporada como "júnior", fue nombrado en el segundo mejor quinteto del distrito de la NABC, mejor quinteto de la Pac-12 y segundo mejor quinteto académico de la Pac-12. También fue nombrado Jugador Más Mejorado de Año de la Pac-12. En 34 partidos (todos como titular), promedió 14,9 puntos y 8,4 rebotes por partido.
En su cuarta y última temporada como "sénior", fue nombrado en el mejor quinteto de la Pac-12 por segunda vez en su carrera, y en el mejor quinteto de la regional sur de la NCAA. También fue nombrado Académico-Atleta del Año de la Pac-12 y una mención honorable en la mejor selección académica de la Pac-12. En 36 partidos (todos como titular), promedió 14,0 puntos y 6,9 rebotes por partido.

### Profesional
El 26 de junio de 2014, Powell fue seleccionado en el puesto número 45 de la segunda ronda en el Draft de la NBA de 2014 por los Charlotte Hornets. El 12 de julio de 2014, los derechos de Powell fueron traspasados, junto a Brendan Haywood, a los Cleveland Cavaliers a cambio de Scotty Hopson y consideraciones en efectivo. El 23 de agosto de 2014, firmó un acuerdo con los Cavaliers. En septiembre de 2014, fue traspasado junto a John Lucas III, Erik Murphy, Malcolm Thomas y dos selecciones de segunda ronda de 2016 y 2017, a los Boston Celtics a cambio de Keith Bogans y dos futuras selecciones de segunda ronda. Durante su temporada de rookie con los Celtics, tuvo varias asignaciones a los Maine Red Claws de la Liga de desarrollo de la NBA.
El 18 de diciembre de 2014, Powell fue traspasado, junto con Rajon Rondo a los Dallas Mavericks a cambio de Brandan Wright, Jae Crowder, Jameer Nelson, una elección de primera ronda del draft de 2015 y otra de segunda ronda del draft de 2016.
Durante su quinta temporada en Dallas, el 21 de enero de 2020, en un encuentro frente a Los Angeles Clippers, Powell sufre una lesión en el tendón de Aquiles, que lo dejaría apartado el resto de temporada.
El 2 de julio de 2023 firma una extensión de contrato con los Mavs por 3 años y $12 millones.

### Selección nacional
Durante agosto y septiembre de 2023 fue integrante de la selección de Canadá que participó en el Mundial de 2023 celebrado en Asia, y que consiguió el bronce, tras vencer a Estados Unidos en la final de consolación.
Entre julio y agosto de 2024 fue parte de la selección absoluta de Canadá, que disputó los Juegos Olímpicos de París, finalizando en quinta posición.

## Estadísticas de su carrera en la NBA

### Temporada regular
| Año     | Equipo | PJ  | PT  | MPP  | %TC  | %3P  | %TL  | RPP | APP | ROB | TPP | PPP  |
| ------- | ------ | --- | --- | ---- | ---- | ---- | ---- | --- | --- | --- | --- | ---- |
| 2014-15 | Boston | 5   | 0   | 1.8  | .800 | .000 | .500 | .2  | .0  | .4  | .0  | 1.8  |
| 2014-15 | Dallas | 24  | 0   | 9.5  | .435 | .273 | .774 | 2.0 | .4  | .3  | .3  | 3.4  |
| 2015-16 | Dallas | 69  | 2   | 14.4 | .493 | .125 | .739 | 4.0 | .6  | .5  | .3  | 5.8  |
| 2016-17 | Dallas | 77  | 3   | 17.3 | .515 | .284 | .759 | 4.0 | .6  | .8  | .5  | 6.7  |
| 2017-18 | Dallas | 79  | 25  | 21.2 | .593 | .333 | .719 | 5.6 | 1.2 | .8  | .4  | 8.5  |
| 2018-19 | Dallas | 77  | 22  | 21.6 | .597 | .307 | .770 | 5.3 | 1.5 | .6  | .6  | 10.6 |
| 2019-20 | Dallas | 40  | 37  | 26.5 | .638 | .256 | .667 | 5.7 | 1.5 | .9  | .6  | 9.4  |
| 2020-21 | Dallas | 58  | 19  | 16.7 | .619 | .238 | .782 | 4.0 | 1.1 | .6  | .5  | 5.9  |
| 2021-22 | Dallas | 82  | 71  | 21.9 | .671 | .351 | .783 | 4.9 | 1.2 | .5  | .5  | 8.7  |
| 2022-23 | Dallas | 76  | 64  | 19.2 | .732 | .000 | .667 | 4.1 | .9  | .6  | .3  | 6.7  |
| 2023-24 | Dallas | 63  | 9   | 13.3 | .679 | .333 | .708 | 3.4 | 1.3 | .4  | .3  | 3.3  |
| 2024-25 | Dallas | 55  | 3   | 10.0 | .689 | .400 | .651 | 2.1 | 1.0 | .3  | .4  | 2.1  |
| Total   | Total  | 705 | 254 | 17.8 | .604 | .294 | .736 | 4.2 | 1.0 | .6  | .4  | 6.7  |

### Playoffs
| Año   | Equipo | PJ | PT | MPP  | %TC  | %3P  | %TL  | RPP | APP | ROB | TPP | PPP |
| ----- | ------ | -- | -- | ---- | ---- | ---- | ---- | --- | --- | --- | --- | --- |
| 2015  | Dallas | 2  | 0  | 1.5  | .000 | .000 | .000 | .5  | .5  | .0  | .0  | .0  |
| 2016  | Dallas | 4  | 0  | 16.0 | .474 | .000 | .545 | 4.3 | 1.0 | .3  | .0  | 6.0 |
| 2021  | Dallas | 7  | 0  | 7.4  | .875 | —    | .833 | 1.9 | .9  | .3  | .0  | 2.7 |
| 2022  | Dallas | 18 | 18 | 13.8 | .629 | .000 | .609 | 2.6 | .2  | .2  | .3  | 3.2 |
| 2024  | Dallas | 13 | 0  | 3.4  | .333 | —    | .667 | .9  | .2  | .1  | .0  | .5  |
| Total | Total  | 44 | 18 | 9.4  | .591 | .000 | .630 | 2.0 | .4  | .2  | .1  | 2.4 |